# Maurício Schulman
Maurício Schulman foi presidente do Banco Nacional de Habitação (BNH) entre 1974 e 1979 para, logo em seguida exercer a presidência da Eletrobrás entre os anos de 1979 e 1980. Em 1990, integrou o conselho de administração do Bamerindus, então um dos maiores bancos privados do país.

## Biografia
Maurício Schulman nasceu no município brasileiro de Curitiba no dia 21 de janeiro de 1932, filho do comerciante Bernardino Schulman e de Regina Schulman.